# Alfredo Torres (futbolista)
Alfredo Torres (Zapopan, 31 de mayo de 1935-Guadalajara, 10 de noviembre de 2022) fue un futbolista mexicano que jugó para México en la Copa Mundial de la FIFA de 1954 celebrada en Suiza, en la posición de delantero. Toda su carrera profesional la realizó en el equipo de sus amores: los zorros del Atlas. Era conocido por el apodo de El Pistache.

## Biografía
Comenzó a jugar fútbol juvenil con el Club Imperio local. Se unió al Club Atlas a los 16 años y pasaría casi veinte años jugando para el club. También participó en el primer partido celebrado en el Estadio Jalisco el 31 de enero de 1960. En la inauguración del Estadio Jalisco, fue el primer jugador en pisar la cancha mientras que Norberto Boggio fue el primero en anotar un gol.
Apodado el “Bombero del Atlas” porque cada que el equipo descendía lo llamaban para volver a primera división, ganando así 2 veces el regreso del Atlas en las temporadas 71-72.
Después de retirarse del fútbol en 1968, se convirtió en entrenador. Dirigió al Atlas en varias ocasiones, ayudando al club a obtener el ascenso a Primera en las temporadas 1971–72 y 1978–79. También dirigió al Unión de Curtidores en la temporada 1982/83.

## Participaciones en Copas del Mundo
| Mundial                        | Sede  | Resultado    |
| ------------------------------ | ----- | ------------ |
| Copa Mundial de Fútbol de 1954 | Suiza | Primera fase |